# هدا استرند گاردسجورد
هدا استرند گاردسجورد (انگلیسی: Hedda Strand Gardsjord؛ زادهٔ ۲۸ ژوئن ۱۹۸۲) بازیکن فوتبال اهل نروژ است.
از باشگاه‌هایی که در آن بازی کرده‌است می‌توان به اشاره کرد.
وی همچنین در تیم ملی فوتبال زنان نروژ بازی کرده‌است.